# Weergod

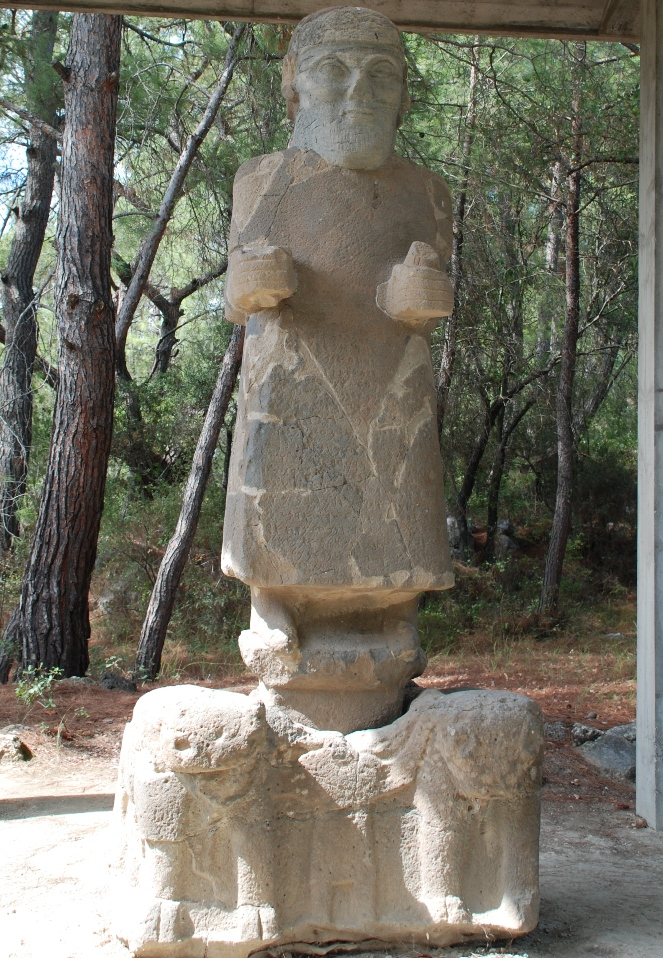
Beeld van een weergod in Karatepe

Een weergod (soms ook luchtgod of atmosferische god) is een doorgaans mannelijke god, die in verscheidene mythologieën onder specifieke eigennamen voorkomt, en die als personificatie vereenzelvigd wordt met bepaalde weerfenomenen, meestal storm. Vandaar ook vaak een stormgod.

## Verder lezen
- D. Schwemer, art. Wettergott / Wettergötter, in WiBiLex (2006). (gaat in op de weergoden in het Oude Nabije Oosten)